# شورة بالا (غركان)
شورة بالا (بالفارسية: شوره بالا) هي قرية تقع في إيران في قسم غرکان الريفي.